# 三苗人
三苗人（さんびょうじん）は中国に伝わる伝説上の人種である。三毛（さんもう）苗民（びょうみん）とも。古代中国では南方に位置する国に棲んでいたとされる。

## 概説
古代中国の地理書『山海経』の海外南経によると、三苗国は貫匈国の西にあり、三苗人は人間の姿をしているが常に誰かとくっつきながら歩くという。また同書の大荒南経には苗民として紹介されており、讙頭の子孫で姓は釐（り）、肉をよく食べると記されている。『神異経』の記述によると、脇の下に翼が生えていたともいう。『淮南子』の高誘によってつけられた注には、三苗人の「三苗」とは、渾沌（こんとん）、窮奇（きゅうき）、饕餮（とうてつ）の3つの末裔であるということを意味しているというとあるが、蚩尤に従っていた九黎たちの一部が三苗であるとも言われている。
三苗人は南蛮とも記載されていた。古文献上の広義にいう「三苗」は、部族や村落を単位として生活している民族たち、王朝の支配下におかれていない民族たちに対して総称的に用いられてたとみられ、複数の民族がそのなかには含まれるとも見られている。明の時代には「苗蛮」という語も使用されている。

## 丹朱との関係
三苗人のひとり論戚誼（ろんせきぎ）は、讙頭（かんとう）の祖先であると考えられる丹朱（たんしゅ）と共に堯（ぎょう）に対して反乱を起こしたことがあり、四罪のひとりに挙げられている。その闘いの中では丹魚（たんぎょ）という魚の血を足の裏に塗り水の上を歩行可能にする術などを駆使したという。反乱には敗北しその後、さらに南方に落ちのびて形成されたのが『山海経』などに記された三苗国であるという。

## 王たちとの関係
古代の伝説上の王朝との三苗反乱の以後もつづいた対立関係については文献に断片的ながらも記述されている。堯との闘いの後も、舜・禹の時代にも苗民が服従をしていなかったことがあり、『韓非子』「五蠹」には「すぐにこれを討伐しましょう」という禹の進言に対し、舜は「君主の徳が足りず起こっていることに対し、武を行うのは道に非ず」と語り、3年のあいだ教化をひろめてこれをしずめ服従させたという話が「大昔は徳が高ければ戦をせずに済むこともあった」例として示されている。しかし、四罪のひとりでもあり舜の時代以前にも登場している共工（きょうこう）が「時代がうつって戦を交える時代となった」例として後に書かれている点など、違和感もある話となっている。

## 三苗の末裔
王符所『潜夫論』には「危」氏が三苗の後裔であるということが記されていたり、また現在のミャオ族（苗族）の祖先が三苗であるとの説が存在していたりもするが、明確には解明されていない。現在のミャオ族の直接の祖先にあたると考えられる民族が「苗」という表記で中国の文献に登場したのは宋や明の時代以後であり、彼らは武陵蛮（槃瓠）の子孫であるとされている。
三苗人たちは後代には南蛮あるいは荊蛮（けいばん）と呼ばれ、中国南部の民族として諸王朝と対立したとも考えられてきた。歴史学者・徐松石は『粤江流域人民史』（1939年）で南蛮と称された民族のうち、原漢族が南方へくだり南方民族と混血したのがミャオ族であるとの説をあげている。また、その一部が日本列島に渡って日本人の祖先になったとの説もあり、ミャオ族の間で作られていた銅鼓と日本で出土する銅鐸に似た文様の要素があるという点がその根拠として鳥居龍蔵によって挙げられてもいた。ミャオ族の祖先は三苗であるという説と同様、いずれも三苗とミャオ族の関係が明確には説かれてない部分がそれぞれあり、神話伝説や『山海経』に記された三苗人たちとの完全に結び付けられない面もある。